# Ніколь делла Моніка
Ніколь делла Моніка (Nicole Della Monica; *3 червня 1989, Трескоре, Бергамо, Італія) — італійська фігуристка, що виступає у парному спортивному фігурному катанні в парі з Янніком Коконом, разом з яким є дворазовою чемпіонкою з фігурного катання Італії (2009 і 2010), учасниками Чемпіонатів Європи (двічі шості — 2009 і 2010) та світу (18-те місце 2009 року), XXI Зимової Олімпіади (12-ті, 2010). 
Аж до сезону 2006/2007 Ніколь делла Моніка виступала також у одиночному розряді, і 2005 року навіть виборола бронзу Національної першості Італії з фігурного катання.

## Спортивні досгнення

### у парному катанні
(з Коконом)
| Сезони/Змагання                                    | 2007/2008 | 2008/2009 | 2009/2010 |
| -------------------------------------------------- | --------- | --------- | --------- |
| Зимові Олімпійські ігри                            |           |           | 12        |
| Чемпіонати світу з фігурного катання               |           | 18        |           |
| Чемпіонати Європи з фігурного катання              |           | 6         | 6         |
| Чемпіонати світу з фігурного катання серед юніорів | 14        |           |           |
| Чемпіонати Італії з фігурного катання              | 1 J.      | 1         | 1         |
| Етапи Гран-Прі: «Rostelecom Cup»                   |           |           | 5         |
| Турніри: «Золотий ковзан Загреба»                  |           | 2         |           |
| Турніри: «NRW Trophy»                              |           | 1         | 1         |

- J = юніорський рівень

### в одиночному катанні
| Сезони/Змагання                       | 2004/2005 | 2005/2006 | 2006/2007 |
| ------------------------------------- | --------- | --------- | --------- |
| Чемпіонати Італії з фігурного катання | 3         |           | 6         |
| Merano Cup                            |           |           | 2         |
| Юніорські етапи Гран-Прі, Чехія       |           |           | 6         |
| Юніорські етапи Гран-Прі, Польща      |           | 11        |           |
| Юніорські етапи Гран-Прі, Канада      |           | 12        |           |
| Юніорські етапи Гран-Прі, Белград     | 16        |           |           |
| Турніри: «Dragon Trophy»              |           |           | 2         |
| Європейські юнацькі Олімпійські дні   |           |           | 2         |

## Виноски
1. ↑  Результати турніру «NRW Trophy 2009». Архів оригіналу за 7 грудня 2009. Процитовано 15 лютого 2010.